# Tabanus unicinctus
Tabanus unicinctus är en tvåvingeart som beskrevs av Friedrich Hermann Loew 1856. Tabanus unicinctus ingår i släktet Tabanus och familjen bromsar.
Artens utbredningsområde är Egypten. Inga underarter finns listade i Catalogue of Life.